# 荆荆高速铁路
荆荆高速铁路，简称荆荆高铁，北起湖北省荆门市漳河新区规划中的呼南高速铁路襄阳至荆门段和汉宜高速铁路荆门西站，向西南经团林铺镇、五里铺镇、十里铺镇，在荆州接入汉宜铁路荆州站。线路全长77.479公里，设计时速350公里，分为4个标段建设，项目总投资110亿元，合同工期42个月，于2024年12月8日全线建成通车。荆荆铁路通车后，将结束荆门无高铁历史，荆州、荆门两地往来仅需20分钟，湖北省将实现“市市通高铁”目标。

## 历史
2020年9月16日，荆门至荆州高铁正式开工建设。
2021年10月31日，荆荆铁路荆州段首榀箱梁开始浇筑。
2022年3月1日，荆荆铁路全线架梁开始。
2023年5月1日，荆荆铁路江汉运河特大桥主跨160m系杆拱桥拱肋顺利合龙。5月18日，荆荆铁路荆门特大桥与沪渝蓉高铁太白集特大桥转体梁，分别实现成功对接，是中国首次两座不同高铁特大桥同步同时转体。7月28日，荆荆铁路成功跨越汉宜线，是湖北高铁首次采用门式墩架设箱梁上跨既有线。
2024年1月25日，荆荆铁路全线启动铺轨。4月28日，全线铺轨完成。
2024年9月4日，荆荆铁路开始联调联试。
2024年12月8日，荆荆铁路全线建成通车。